# Irena Velikonja
Irena Velikonja, slovenska pisateljica in profesorica, * 20. oktober 1974, Ljubljana, Slovenija.

## Življenje
Irena Velikonja se je rodila leta 1974 v Ljubljani. Od leta 1989 do  1993 je obiskovala Gimnazijo Šentvid. Leta 1998 je na Filozofski fakulteti v Ljubljani diplomirala iz primerjalne književnosti in iz slovenskega jezika in književnosti. Takoj po opravljeni diplomi, se je zaposlila kot profesorica. Od leta 2000 poučuje slovenščino na Gimnaziji Šentvid.

## Delo
Avtorica se je na začetku svoje kariere želela s književnostjo ukvarjati strokovno. V reviji Mentor je objavila del romana Samo igra (1992), ki ga je napisala v gimnaziji, ko je hodila na literarne delavnice k pisatelju Lojzetu Kovačiču. V Reviji Delo pa članek Lirična počasnost in filozofska umirjenost: stara hiša v neposredni sedanjosti (1996). Napisala je članka v Jeziku in slovstvu, Ihanov ritem absurdnosti (april 1996/1997) in Pripovedna proza v reviji Vesna (december 1998/1999). Kot avtorica ali soavtorica je sodelovala tudi pri urejanju gradiv za maturo, Esej na maturi 2006 (2005), in učbeniku Govorica jezika 1 (2007). Kot recenzentka je sodelovala pri ustvarjanju učbenika Govorica jezika 2/3 (2008 in 2010). Obstala pa je pri poklicu profesorice slovenskega jezika. 

## Ustvarjanje
Pisati je začela zgodaj, vendar takrat svojih del še ni objavljala. Vse njene zgodnje »stvaritve« so v predalu in nedostopne javnosti. Njena prva objavljena knjiga je bila: Poletje na okenski polici. Roman je izšel leta 2006, leto kasneje pa je dobil nagrado večernico. Roman je kasneje izšel tudi v zbirki Bralne značke kot knjiga, ki jo dobijo vsi osnovnošolci, ki so vsa leta šolanja sodelovali pri Bralni znački. Avtoričin drugi roman z naslovom Leto v znamenju polža je izšel 2008, naslednje leto pa je bil nominiran za nagrado večernica 2009.

## Nagrade in nominacije
- 2007 - nominacija in prejem nagrade večernica za roman Poletje na okenski polici
- 2009 - nominacija za nagrado večernica za roman Leto v znamenju polža